# (3704) Gaoshiqi
(3704) Gaoshiqi es un asteroide perteneciente al cinturón de asteroides, descubierto el 20 de diciembre de 1981 por el equipo del Observatorio de la Montaña Púrpura desde el Observatorio de la Montaña Púrpura, Nankín (China).

## Designación y nombre
Designado provisionalmente como 1981 YX1. Fue nombrado Gaoshiqi en honor científico chino Gao Shiqi.